# Megalodon (állatnem)
A Megalodon a Megalodontidae kagylócsalád névadó neme. A devonban jelentek meg és a jura végéig léteztek. Ez a körülbelül 250 millió éves periódust jelent. A devon folyamán a vastag héjú, nagy termetű, zátonylakó kagylók (a recens rendszertanban Hippuritoida) megjelenése jellemző, ezek közé tartozik az elölnézetből jellegzetesen szív alakú Megalodon.
Az őslénytani szempontú rendszerezés alapján nem tartozik a Hippurites-félék közé, mert az őslénytani osztályozásban a Hippurites közelebbi rokonságát a pachyodont (durványos fogú) típusú zárszerkezet határozza meg, amelynek fő jellemzője az, hogy fogak csak az egyik teknőn vannak, fogmeder viszont csak a másikon. A heterodont fogképlet, amellyel a Megalodon rendelkezik, egy általánosabb típus, amelyből később a durványos fogúak kialakultak, és a Megalodonnak mindkét teknőjén van fog és fogmeder is. Mindkét teknőben 1-3 főfog, néha 1-1 mellső és hátsó fog ül. A pachyodontokra ezen kívül a szélsőségesen egyenlőtlen teknő is jellemző, a Megalodon háza viszont egyenlő teknőjű és egyenlőtlen oldalú. Ezért a recens rendszertanban Heterodonta rend Hippuritoida alrendjébe tartozik, az őslénytani rendszerezésben a Heterodonta rend Megalodontia alrendjébe sorolható, míg a Hippurites, a Hippuritoida típusneme a Pachyodonta rendbe, amely csak a kréta rudista kagylóira jellemző.
Nem tévesztendő össze a Megalodus nemmel. A Megalodon név csak a család devon időszaki fajaira vonatkoztatható. Hozzájuk megtévesztésig hasonló a triász időszaki Megalodus, amely azonban egyenlőtlen teknőjű (a kétoldali búb nem azonos méretű) és egyenlőtlen oldalú. A félreértések elkerülése végett a szakirodalom egy ideig használta a devon korúakra az Eomegalodon és a triász korúakra a Neomegalodon kifejezéseket. A Megalodont és a Megalodust 80 millió éves (karbon és perm) maradványhézag választja el egymástól. Nem kizárt, hogy a Megalodon közvetlen őse lenne a Megalodusnak, sőt akár azonos is lehet vele, de a nagy lelethézag miatt alaki konvergencia is lehetséges.

## Fajok
A lista nem teljes.
- Megalodon abreviatus
- Megalodon hoernesi
- Megalodon longjiangensis
- Megalodon yanceyi